# Gare du Lioran
Gare du Lioran vasútállomás Franciaországban, Laveissière településen.

## Vasútvonalak
Az állomást az alábbi vasútvonalak érintik:
- Figeac–Arvant-vasútvonal

## Kapcsolódó állomások
A vasútállomáshoz az alábbi állomások vannak a legközelebb:
- Gare de Vic-sur-Cère
- Gare de Murat